# Patologická anatomie

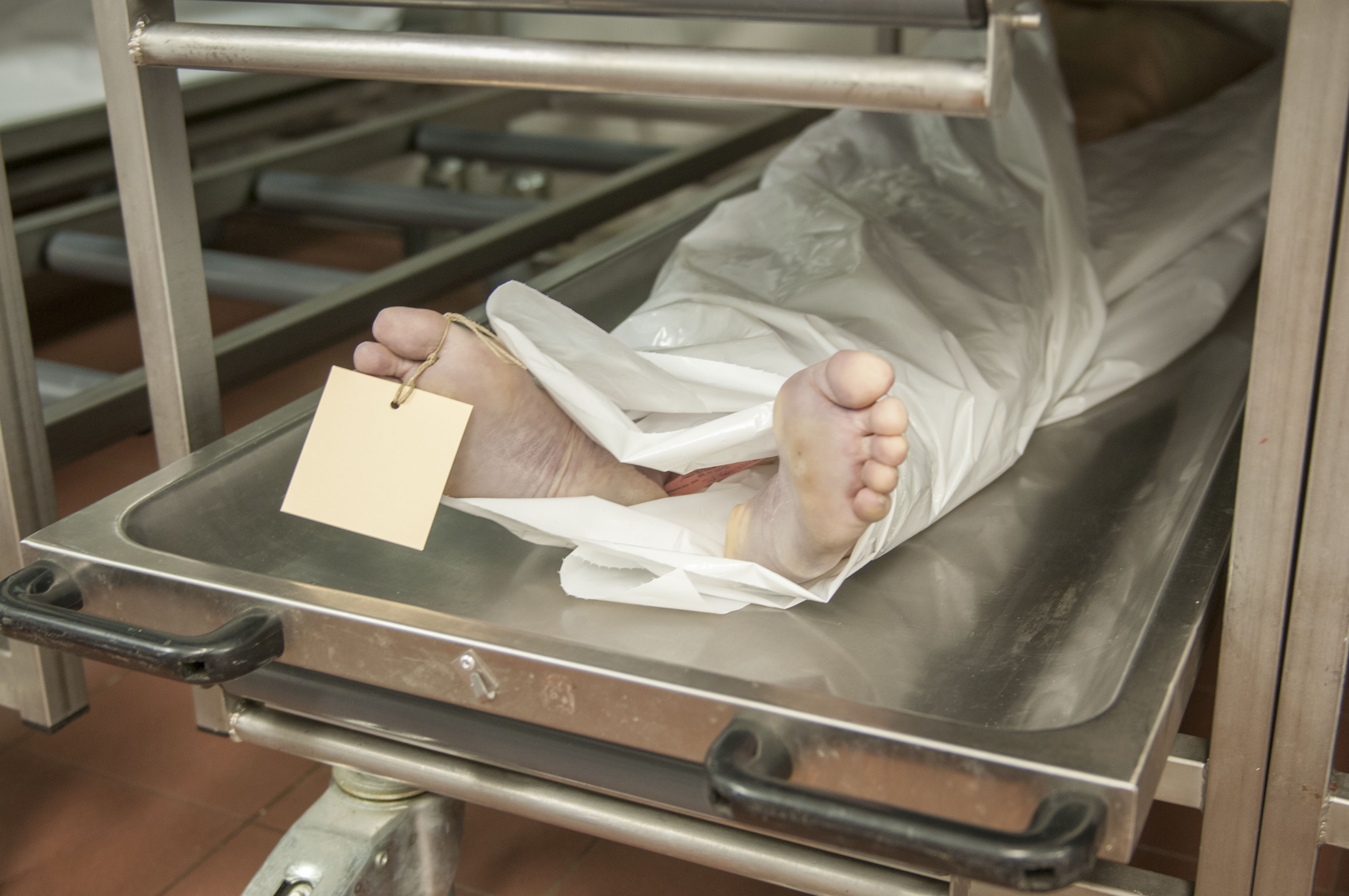
Nebožtík

Patologická anatomie nebo nověji patologie je základní lékařský obor zabývající se především morfologickou diagnostikou z cytologických, bioptických a autoptických vzorků tkání. Název patologická anatomie pochází ze zákona č. 95/2004 Sb., nověji je vyhláškou č. 361/2010 Sb. obor nazýván patologie, tedy stejně jako obecný obor. Náplní a posláním odpovídá lékařský obor patologie anglickému oboru Anatomical Pathology i Surgical Pathology, jen málo se překrývá oborem Clinical Pathology. Lékař, který je atestován v oboru patologie, se nazývá patolog; neoficiálně se jako patolog označuje i lékař zařazený do oboru patologie.

## Koncepce oboru
Lékař atestovaný v oboru patologie je oprávněn samostatně provádět i uzavírat veškerá nekroptická, cytopatologická a bioptická vyšetření. Nekroptické vyšetření znamená, že jde o celkové vyšetření mrtvého od pitvy po vyhodnocení histopatologických preparátů za účelem kontroly správnosti klinických diagnóz. Výjimkou jsou pouze situace, kdy musí pitvu provádět soudní lékař. Většinu práce patologa představuje diagnostika materiálů odebraného ze živých pacientů za účelem screeningového vyšetření nebo stanovení diagnózy či rozsahu onemocnění. Cytologická diagnostika spočívá ve studiu změn izolovaných buněk získaných například stěrem ze sliznice nebo sedimentací moči. Histopatologická diagnostika bioptických vzorků spočívá v zevrubném studiu stavby tkáně odebrané např. během drobného chirurgického výkonu. Zvláštní kapitolou je tzv. peroperační diagnostika, kdy se histopatologická diagnostika provádí během vlastního chirurgického výkonu a podle nálezu patologa se volí rozsah prováděného výkonu.

## Vzdělávání patologů

### Vzdělávání v ČR
Vzdělávání probíhá podle vyhlášky č. 361/2010 Sb. Nutnou podmínkou pro vstup do oboru je absolvování nejméně šestiletého prezenčního studia na lékařské fakultě v programu všeobecné lékařství. Základem oboru je patologický kmen, který se skládá ze tří dvouměsíčních stáží na interním, chirurgickém a anesteziologickém pracovišti a z nejméně 18 měsíců trvající praxe na patologickém oddělení. Během přípravy musí frekventant provést nejméně 120 pitev a 2000 cytologických vyšetření. Patologický kmen je ukončen testem, jehož složení opravňuje lékaře k samostatnému provádění pitev a k samostatnému vyhodnocování cytologických preparátů.
Po absolvování patologického kmene vstupuje lékař do vlastního specializovaného výcviku, který by měl trvat nejméně 36 měsíců. Příprava probíhá na oddělení patologie, přičemž frekventant musí nejméně jeden měsíc v roce strávit na stáži v cytologické a bioptické diagnostice na pracovišti s vyšším stupněm akreditace. Během specializačního výcviku musí provést frekventant nejméně 200 nekroptických vyšetření (analýza vzorků z mrtvoly), 2000 cytologických vyšetření a pod dohledem musí provést nejméně 3000 histopatologických vyšetření. Další podmínkou je publikace nejméně dvou kazuistik nebo nejméně jednoho vědeckého článku z oboru patologie.
Po splnění všech podmínek se může lékař přihlásit k atestační zkoušce. Zkouška se skládá z praktické části, během které musí zkoušený správně určit diagnózu u 15-20 bioptických a cytologických vzorků, a ze tří teoretických otázek z oblasti patologie, přičemž jedna z nich je z oblasti obecné patologie nebo z oblasti používaných diagnostických technik.